# United States Live
United States Live (noto anche come United States I-IV) è un quadruplo album che documenta lo spettacolo scritto ed eseguito da Laurie Anderson "United States".
Lo spettacolo debutta nel 1980 e tre anni dopo ne viene organizzata una tournée attraverso gli Stati Uniti. Diviso in quattro parti, la sua durata era di circa sei ore.
Brani cantati vengono intercalati ad assoli strumentali - eseguiti con la strumentazione originale ideata dalla stessa Anderson come il tape bow violin - e a recitativi in cui vengono narrati episodi di varia natura, personali e non.

## Brani

### Disco 1
- Prima parte -
1. Say Hello
2. Walk the Dog
3. Violin Solo
4. Closed Circuit (for voice and amplified mic stand)
5. For a Large and Changing Room
6. Pictures of It (for acoustic Tape Bow)
7. The Language of the Future
8. Cartoon Song
9. Small Voice (for speaker-in-mouth)
10. Three Walking Songs (for Tape Bow Violin)
11. The healing Horn
12. New Jersey Turnpike
13. So Happy Birthday
14. EngliSH
15. Dance of Electricity - dedicata alla figura di Nikola Tesla
16. Three Songs for paper, Film and Video

### Disco 2
1. Sax Solo (for Tape Bow Violin)
2. Sax Duet
3. Born, Never Asked
- Seconda parte -
4. From the Air
5. Beginning French
6. O Superman
7. Talkshow
8. Frames for the Pictures
9. Democratic Way
10. Looking for You
11. Walking and Falling
12. Private Property
13. Neon Duet (for violin and neon bow)
14. Let X=X
15. The Mailman's Nightmare
16. Difficult Listening Hour
17. Language is a virus from outer space - dedicata a William S. Burroughs
18. Reverb
19. If You Can't Talk About It, Point to It (for Ludwig Wittgenstein and Reverend Ike)
20. Violin Walk
21. City Song
22. Finnish Farmers

### Disco 3
- Terza parte -
1. Red Map
2. Hey Ah
3. Bagpipe Solo
4. Steven Weed
5. Time and a Half
6. Voices on Tape
7. Example #22
8. Strike
9. False Documents
10. New York Social Life
11. A Curious Phenomenon
12. Yankee See
13. I Dreamed I Had to Take a Test...
14. Running Dogs
15. Four, Three, Two, One
16. The Big Top
17. It Was Up In the Mountains
18. Odd Objects (for light-in-mouth)
19. Dr. Miller
20. Big Science
21. Big Science Reprise

### Disco 4
- Quarta parte -
1. Cello Solo
2. It Tango
3. Blue Lagoon
4. Hothead (La Langue d'Amour)
5. Stiff Neck
6. Telephone Song
7. Sweaters
8. We've Got Four Big Clocks (and they're all ticking)
9. Song for Two Jims
10. Over the River
11. Mach 20
12. Rising Sun
13. The Visitors
14. The Stranger
15. Classified
16. Going Somewhere?
17. Fireworks
18. Dog Show
19. Lighiting Out for the Territories